# Робітнича революційна партія (Намібія)
Робітнича революційна партія (англ. Workers Revolutionary Party) — ліва політична партія в Намібії. Лідери партії — Атті Б'юкес і Гаррі Боесак.

## Історія
Партія була заснована Атті Б'юкесом в травні 1989 року як Партія революціонерів. Для участі у виборах 1989 року Робітнича революційна партія вступила в коаліцію з Об'єднаним демократичним фронтом і рядом інших політичних сил. Це дозволило партії отримати чотири місця в Установчих зборах, що стали Національною асамблеєю Намібії.
У 2004 році Робітнича революційна партія йшла в коаліції («соціалістичній співдружності») з Національним союзом Південно-Західної Африки та отримала 3 428 (0,44 %) голосів виборців.
У 2009 році Робітнича революційна партія змінила назву на Комуністичну партію Намібії. На загальних виборах 2009 року за партію проголосувало 1 005 виборців, а за її кандидата на пост президента — 810. Це був найгірший результат з усіх, що брали участь у виборах 2009 року в Намібії.
На загальні вибори 2014 року партія вийшла зі своєю початковим назвою «Робоча революційна партія». Вона отримала 1,49% голосів виборців, що дозволило їй провести Національну асамблею двох депутатів.